# Maunuvuoma
Het Maunuvuoma is een meer in het noorden van Zweden. Het ligt enkele kilometers ten noorden van de stad Kiruna, ongeveer bij Rautas, op ongeveer 500 meter boven zeeniveau.
Het meer heeft niets te maken met het meest noordelijke dorp van Zweden Maunu, dat ligt er ongeveer 100 km vandaan.